# 1. Streichsextett (Brahms)
Das 1. Streichsextett B-Dur op. 18 von Johannes Brahms (1833–1897) entstand 1859/1860 und wurde 1860 uraufgeführt.

## Entstehung, Uraufführung, Fassungen und Druck
Das 1. Streichsextett in B-Dur op. 18 ist nach dem Klaviertrio H-Dur op. 8 die zweite Kammermusikkomposition, die Johannes Brahms veröffentlichte, und seine erste für reine Streicherbesetzung. Die Besetzung mit jeweils 2 Violinen, 2 Bratschen und Violoncelli war seit Luigi Boccherinis op. 23 (um 1776) nur vereinzelt genutzt worden, bekanntestes Beispiel ist Louis Spohrs Sextett C-Dur op. 140 von 1848. Die Werkentstehung lässt sich bis November 1859 zurückverfolgen, als Brahms Clara Schumann brieflich mindestens den 1. Satz eines Sextetts ankündigte. Im Dezember 1859 sandte er die beiden ersten Sätze an den befreundeten Julius Otto Grimm. Im Frühjahr 1860 erkundigte sich der ebenfalls eingeweihte Joseph Joachim nach dem Stand des Werks, erhielt die weiteren Sätze im Herbst und äußerte nach einer Durchspielprobe am 14. Oktober 1860 sein Interesse an einer baldigen Aufführung. 
Bereits am 20. Oktober 1860 erfolgte die Uraufführung aus dem Manuskript in Hannover, Saal des Museums, wobei neben Joseph Joachim Theodor Eyertt (Violinen), Karl Eyertt, [Herr] Prell (Bratschen), August Lindner und Karl Herner (Celli) mitwirkten. Im November folgte eine weitere Aufführung in Leipzig mit Joachim und Leipziger Musikern, darunter Ferdinand David.
Nachdem Brahms bereits zum 13. September 1860 den 2. Satz des Sextetts für Klavier solo als unabhängiges Werk (Thema mit Variationen d-Moll) als Geschenk für Clara Schumann zu deren 41. Geburtstag arrangiert hatte (publiziert postum 1927 bei Breitkopf), ließ er im Frühjahr 1861 ein Arrangement aller vier Sätze für Klavier zu vier Händen folgen. Im Juli 1861 bot Brahms dem Bonner Verleger Peter Joseph Simrock das Sextett an, der es im Dezember 1861 publizierte und dem Wunsche des Komponisten folgte, neben den Einzelstimmen auch eine Partitur zu stechen. Im Verlag Simrock erschien zudem 1883 eine Bearbeitung des Sextetts für Klaviertrio, die von Theodor Kirchner auf Brahmsens Bitte verfertigt wurde.
Nach zunächst eher zwiespältigen Kritiken gewann das Werk in den 1870er-Jahren zunehmend an Popularität und sollte in dieser Hinsicht auch das 2. Streichsextett op. 36 von Brahms übertreffen.

## Charakterisierung
Das 1. Streichsextett B-Dur op. 18 von Johannes Brahms ist viersätzig, die Spieldauer liegt bei etwa 37 Minuten.
I. Allegro ma non troppo
Das gesangliche Hauptthema des der Sonatensatzform folgenden Satzes wird vom 1. Cello vorgestellt (entsprechend einem Vorschlag Joachims, Brahms hatte es zunächst der 1. Violine zugedacht und die ersten 10 Takte dann nachkomponiert), dem sich weitere Gedanken anschließen: Ein triolischer in f-Moll, ein liedhafter in A-Dur und ein weiterer in F-Dur (das eigentliche 2. Thema), der an Franz Schubert erinnert.
II. Andante, ma moderato
Der in d-Moll stehende Satz umfasst 6 Variationen über ein volksliedhaftes, leicht ungarisch anmutendes Thema, das die 1. Bratsche vorstellt. Seine beiden (wiederholten) Teile sind jeweils 8-taktig und greifen zu Beginn auf das barocke Modell der Folia zurück.
III. Scherzo. Allegro molto
Der Satz ist dreiteilig und folgt den formalen Konventionen eines Beethovenschen Scherzos.
IV. Rondo. Poco allegretto e grazioso
Das Leitthema des Rondos erinnert an das Vorbild Joseph Haydns und wird vom 1. Cello intoniert. Der zunächst eher gemächlich angelegte Satz erfährt gegen Ende eine Temposteigerung.